# 塔尼·奥卢瓦塞伊
塔尼托卢瓦·奥卢瓦蒂米莱欣·奥卢瓦塞伊（2000年5月15日—），加拿大职业足球运动员，司职前鋒，效力于美國職業足球大聯盟球队明尼蘇達聯和加拿大国家男子足球队。

## 早年经历
奥卢瓦塞伊生于尼日利亚阿布贾，幼年移居加拿大安大略省密西沙加，就读于当地的圣女贞德天主教中学，担任校足球队天使队（Angels）队长，率领球队创下17胜0负的纪录，拿下省级高中足球锦标赛冠军。在高年级的时候，身为队长奥卢瓦塞伊攻入30枚进球，并贡献10次助攻。他也是校队的三届MVP，中学四年生涯一共破门68次。另外，奥卢瓦塞伊也带领球队拿下安大略校园足球联赛（Ontario Academy Soccer League）和省室内足球联赛（Provincial Indoor Soccer League）冠军。同样是在高中期间，奥卢瓦塞伊效力于GPS学院（GPS Academy）俱乐部足球队，率领球队获2017年北爱尔兰超级杯冠军，个人获金靴奖。

## 大学时期
2018年，奥卢瓦塞伊承诺加盟美国聖若望大學校队。效力于校队四年间，奥卢瓦塞伊出场49次，攻入20球，贡献10次助攻。其中大二赛季受2019冠状病毒病疫情影响缩短，大四赛季的比赛几乎完全缺席。尽管如此，奥卢瓦塞伊还是获得诸多荣誉，2018年获大东联盟最佳新生阵容，2019年获大东联盟最佳进攻球员，入选大东联盟最佳阵容一队及美国足球教练协会大西洋地区最佳阵容一队，2020至21赛季入选美国足球教练协会东部地区最佳阵容二阵。

## 俱乐部生涯
2021年，奥卢瓦塞伊加盟美国职业足球大联盟乙级联赛球队曼哈顿SC，共出场两次，攻入一球。此外还效力于美国东部超级足球联赛（第五級別）球队紐約泛西普里安自由。另外还入选全美超级足球联赛球队金州FC名单，但没有出战。
2022年1月，消息指奥卢瓦塞伊将参加2022年美国职业足球大联盟超级选秀
。1月11日，在选秀大会中被明尼蘇達聯足球會第17顺位抽中。2月25日，奥卢瓦塞伊与明尼苏达联签订一年合同。2022赛季，奥卢瓦塞伊随明尼苏达联二队参加MLS Next Pro。2022年11月，明尼苏达联宣布启用奥卢瓦塞伊球员合同列明的选择权，奥卢瓦塞伊将留队至2023年。
2023年4月，奥卢瓦塞伊被租借至美國足球冠軍聯賽球队圣安东尼奥，期限为2023赛季余下比赛。5月7日，奥卢瓦塞伊首次为圣安东尼奥出战，在比赛下半场攻入制胜球，帮助球队2比1战胜拉斯维加斯光明。5月14日，在对阵查尔斯顿炮兵连的比赛中上演帽子戏法，助球队拿下7比0的大胜。7月7日，奥卢瓦塞伊再度上演帽子戏法，打破圣安东尼奥单赛季进球纪录。
2024年3月2日，奥卢瓦塞伊在对阵哥倫布機員足球會比赛的下半场补时阶段攻入个人美职足首球，帮助球队1比1绝平对手。

## 国家队生涯
2024年6月，消息指奥卢瓦塞伊入选加拿大国家男子足球队对阵荷蘭和法國的友谊赛名单。同年6月9日，在对阵法国的友谊赛中，奥卢瓦塞伊于第84分钟替补伊斯瑪埃爾·科內上场，献上国家队首秀，最终双方0比0握手言和。6月15日，奥卢瓦塞伊入选加拿大参加2024年美洲國家盃的最终名单。6月25日，在加拿大1比0战胜秘鲁的美洲杯比赛中，奥卢瓦塞伊第82分钟替补凱爾·拉林上场。

## 生涯统计

### 俱乐部
最後更新：2024年6月1日
| 俱乐部                 | 赛季     | 联赛         | 联赛 | 联赛 | 附加赛 | 附加赛 | 国家杯 | 国家杯 | 洲赛 | 洲赛 | 其他 | 其他 | 总计 | 总计 |
| 俱乐部                 | 赛季     | 组别         | 出场 | 进球 | 出场   | 进球   | 出场   | 进球   | 出场 | 进球 | 出场 | 进球 | 出场 | 进球 |
| ---------------------- | -------- | ------------ | ---- | ---- | ------ | ------ | ------ | ------ | ---- | ---- | ---- | ---- | ---- | ---- |
| 曼哈顿SC               | 2021     | 美职乙       | 2    | 1    | 0      | 0      | 0      | 0      | 0    | 0    | 0    | 0    | 2    | 1    |
| 明尼蘇達聯             | 2023     | 美职         | 2    | 0    | 0      | 0      | 1      | 0      | 0    | 0    | 0    | 0    | 3    | 0    |
| 明尼蘇達聯             | 2024     | 美职         | 15   | 7    | 0      | 0      | 0      | 0      | 0    | 0    | 0    | 0    | 15   | 7    |
| 明尼蘇達聯             | 总计     | 总计         | 17   | 7    | 0      | 0      | 1      | 0      | 0    | 0    | 0    | 0    | 18   | 7    |
| 明尼苏达联二队（租借） | 2022     | MLS Next Pro | 10   | 2    | 0      | 0      | 0      | 0      | 0    | 0    | 0    | 0    | 10   | 2    |
| 明尼苏达联二队（租借） | 2023     | MLS Next Pro | 3    | 1    | 0      | 0      | 0      | 0      | 0    | 0    | 0    | 0    | 3    | 1    |
| 明尼苏达联二队（租借） | 总计     | 总计         | 13   | 3    | 0      | 0      | 0      | 0      | 0    | 0    | 0    | 0    | 13   | 3    |
| 圣安东尼奥（租借）     | 2023     | 美冠         | 25   | 17   | 2      | 1      | 0      | 0      | 0    | 0    | 0    | 0    | 27   | 18   |
| 生涯总计               | 生涯总计 | 生涯总计     | 57   | 28   | 2      | 1      | 1      | 0      | 0    | 0    | 0    | 0    | 60   | 29   |

### 国家队
最後更新：2024年6月29日
| 国家队 | 年份 | 出场 | 进球 |
| ------ | ---- | ---- | ---- |
| 加拿大 | 2024 | 3    | 0    |
| 总计   | 总计 | 3    | 0    |